# إنريكي غوزمان إي فالي
إنريكي غوزمان إي فالي (بالإسبانية: Enrique Guzmán y Valle)‏ هو رياضياتي وكيميائي وصحفي بيروفي، ولد في 27 يوليو 1854، وتوفي في 1923.